# Franciszek Ziejka
Franciszek Ziejka (né le 3 octobre 1940 à Radłów (Petite-Pologne) et mort le 19 juillet 2020 à Cracovie) est un universitaire polonais, spécialiste de littérature polonaise.

## Biographie
Franciszek Ziejka, cadet d'une famille paysanne de huit enfants, a fait des études de lettres polonaises à l'université Jagellonne (1958-1963) sous la direction de Wacław Kubacki (pl), et après ses études, il rejoint l'Institut de philologie polonaise de l'Université. En 1971, il soutient son doctorat, avec une thèse consacrée au symbolisme des Noces de Wyspiański. En 1982, il soutient son habilitation sur l'ouvrage intitulé La Légende dorée des paysans polonais. En 1991, il reçoit le titre de professeur des universités.
Entretemps, il a enseigné le polonais de 1970 à 1973 à l'université de Provence, puis de 1979 à 1980 à l'université de Lisbonne (où il est premier lecteur de langue et culture polonaises), et enfin de 1984 à 1988 à l'Institut national des langues et civilisations orientales (Paris).
En 1989-1990 il est directeur adjoint de l'Institut de philologie polonaise, puis doyen de la Faculté de philologie (1990-1993) ; il exerce ensuite deux mandats comme vice-recteur de l'université Jagellonne pour les affaires générales (1993-1999) puis deux mandats comme recteur de l'université Jagellonne (1999-2005). Pendant cette période il exerce la vice-présidence puis la présidence de la conférences des recteurs des universités polonaises.
En 1989, il reçoit le prix Kazimierz-Wyka, remis par le président (maire) de Cracovie.
Il est depuis 1997 membre de la section de lettres de l'Académie polonaise des arts et sciences de Cracovie. Il est également membre de l'Académie polonaise des sciences et de sa commission éthique dans la science. Après la fin de son mandat de recteur, il est nommé président de la commission pour la restauration des monuments de Cracovie (SKOZK). Il est également membre du PEN club polonais.
Il est l'auteur de nombreuses publications et a également écrit plusieurs pièces de théâtre diffusées à la télévision polonaise, entre autres, Une légende est née (1988), L'Octobre polonais (1989), Traugutt (1991). Il est également le créateur de pièces radiophoniques (Kamienna księga dziejów Le Livre de pierre de l'histoire, A stało się to w zapusty, et autres).
Il fait partie du conseil scientifique de la bibliothèque polonaise de Paris et préside la fondation Panthéon national de Cracovie (pl).
Il meurt dans sa 80e année à Cracovie le 19 juillet 2020, des suites d'une longue maladie.

## Décorations
- Officier de l'ordre des Palmes académiques (2002).
- Chevalier de la Légion d'honneur (2006).
- Grand officier de l'ordre du Mérite du Portugal (2008)
- Commandeur de l'ordre Polonia Restituta (2012)[5]
- Commandeur de l'ordre national de la Croix du Sud (Brésil)
- Ordre du Soleil levant de 5e classe (Japon)
- Commandeur de l'ordre du Mérite de la République fédérale d'Allemagne

## Doctoratshonoris causa
- Docteur honoris causa de l'université de pédagogie de Cracovie (mai 2003)
- Docteur honoris causa de la Faculté pontificale de théologie de Wrocław (pl) (octobre 2003)
- Docteur honoris causa de l'Académie de Sainte-Croix (septembre 2004)
- Docteur honoris causa de l'université pontificale Jean-Paul II de Cracovie (juin 2005)
- Docteur honoris causa de l'université Marie Curie-Skłodowska de Lublin (juin 2005)